# Peter Flache (herec)
Peter Flache (* 1969) je německý kabaretiér, herec a spisovatel.

## Život a dílo
Vyučil se tesařem a v této profesi pracoval až do roku 1994, kdy se začal věnovat kabaretu a divadlu. Později se účastnil malých uměleckých festivalů. Od roku 1996 působí na volné noze. Od té doby měl několik sólových divadelních vystoupení, zejména v divadle Radeberger Biertheater, kde také několik her inscenoval.
Dne 9. října 2009 byla uvedena premiéra hry Backe an Bord, která je již osmou herní sérií v divadle v Radeberger Kaiserhofu. Na jevišti vystoupil, kromě vystoupení v Biertheater, společně s Olafem Böhme, Rainerem Königem, Alfem Mahlem, Frankem Liebmannem, Kiesel Köhlerem a Stefanem Uhligem. Kromě svých vystoupení také píše. Spolupracoval s režisérem Holgerem Böhmem.
Ve svých sólových programech ukazuje více svou kabaretierskou stránku, zatímco představení v Radeberger Biertheater mají výrazný komediální charakter.

## Jevištní díla

### Sólová vystoupení
- 2000 Zuckerbrot und Pleite
- 2000 Peter und der Reimfall
- 2001 Schlaf, du Luder!
- 2003 Wein, Weib und Gesang
- 2003 Volle Breitseite
- 2003 Kreuz & Quer
- 2003 Streichkäse zart
- 2004 Der Weichensteller
- 2006 Ein Sack für alle
- 2006 3 Kokosnüsse für Rumpelstilzchen
- 2010 Flache Märchen
- 2010 Best-of-Abend
- 2011 Flache in 3D
- 2011 Oh, es riecht... (také jako Oh, es roch gut)
- 2013 Besser so, als gar ni...
- 2013 Märchenhafter Peter
- 2015 Es ist angedichtet
- 2015 Besser so, als gar ni...

### Společná vystoupení
- 1997 Maxi-Mal
- 1999 Die Bombe
- 2000 Turmsalat (s Olafem Böhme)
- 2001 4 auf einem Brett
- 2003 Gans zu zweit (s Olafem Böhme)
- 2004 Tod in Venedig
- 2006 Ich und Du – Müllers Kuh
- 2009 Geld hoch, Hände her!
- 2010 Mannomann

### Radeberger Biertheater
- 2002 Der Wetterhahn
- 2003 Schneller – Höher – Breiter
- 2004 Bier frei
- 2005 Hurra, wir sind verheiratet!
- 2006 800 Jahre Familie Backental
- 2007 Prost, Malzau!
- 2008 Au Backe!
- 2009 Backe an Bord
- 2010 Big Backe
- 2011 Comedy mit Herz
- 2011 Malzau und das Geheimnis der Bieramide
- 2011 Gala der Erinnerungen
- 2012 Backen wir's an
- 2013 Yes we can's och
- 2014 Torpedo Malzau
- 2015 Malzau im Rausch

## Knihy
- 2005 Überbrückung
- 2005 Advent mit Peter Flache
- 2007 Advent mit Peter Flache (2. díl)
- 2008 Flaches Dichtmasse
- 2010 Wehschnittchen
- 2010 Advent mit Peter Flache (3. díl)
- 2012 Malzau, das Dorf zur Welt
- 2012 Das Haar in der Suppe
- 2012 Advent mit Peter Flache (4. díl)

## CD
- 2007 10 Jahre Maxi-Mal (3 CD)
- 2010 Mannomann

## DVD
- 2002 Der Wetterhahn
- 2003 Schneller – Höher – Breiter
- 2004 Bier frei
- 2005 Hurra, wir sind verheiratet!
- 2007 800 Jahre Familie Backental
- 2008 Prost, Malzau!
- 2009 Au Backe!
- 2009 Geld hoch, Hände her!
- 2010 Backe an Bord
- 2011 Big Backe
- 2015 Es ist angedichtet